# ヴロラ県

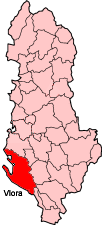
ヴロラ県

ヴロラ県（アルバニア語：Rrethi i Vlorës、英語：Vlorë District）は、アルバニアのヴロラ州に位置する、アルバニアの県
- 人口 147,000人（2004年度）
- 面積 1,609km2
- 県都 ヴロラ
- 県内の他の都市 ヒマラ(Himarë)、Dhërmi、Cold Water、Palase、Kocul、セレニツァ(Selenicë)

ヴロラ県は、イタリア半島に一番近いアルバニアの海岸がある。非常に美しい海岸線を持っていると、評価されている。（外部リンクの写真を参照）